# Starfighter Pilot (singel Snow Patrol)
"Starfighter Pilot" to piosenka rockowej grupy Snow Patrol, pochodząca z jej debiutanckiego albumu, Songs for Polarbears. 28 czerwca 1998 roku została wydana jako singel promujący tę płytę. Utwór uplasował się na odległym, #161 miejscu listy UK Singles Chart. Autorem tekstu był wokalista zespołu Gary Lightbody, a muzyki również Lightbody oraz dwaj inni członkowie grupy, Mark McClelland i Jonny Quinn.
Piosenka jest drugim utworem na płycie.
Dwa dodatkowe utwory, które znalazły się na wydaniu singla zostały wydane w 2006 roku na reedycji Songs for Polarbears.

## Lista utworów
1. "Starfighter Pilot" - 3:19
2. "Raze The City" - 2:52
3. "Riot, Please" - 4:20